# Secondatia
Secondatia es un género de fanerógamas de la familia Apocynaceae. Contiene unas 30 especies. Es originaria de Sudamérica tropical.

## Taxonomía
El género fue descrito por Alphonse Pyrame de Candolle y publicado en Prodromus Systematis Naturalis Regni Vegetabilis 8: 445. 1844.

## Especies seleccionadas
- Secondatia adolphii Azambuja
- Secondatia arborea Müll.Arg.
- Secondatia densiflora A.DC.
- Secondatia difformis (Walter) Benth. & Hook.f.